# Radikal 29
Das Radikal 29 mit der Bedeutung „wieder“ ist eines von 23 der 214 traditionellen Radikale der chinesischen Schrift, die mit zwei Strichen geschrieben werden.
Das Radikal wieder nimmt nur in der Langzeichen-Liste traditioneller Radikale mit 214 Radikalen die 29. Position ein. In modernen Kurzzeichen-Wörterbüchern kann es sich an ganz anderer Stelle finden. Im Neuen chinesisch-deutschen Wörterbuch aus der Volksrepublik China steht es zum Beispiel an 35. Stelle.
Das Schriftzeichen entwickelte sich aus der Darstellung einer Hand, die nach etwas greift. Dieses Radikal stellt, auf drei Finger reduziert, die rechte Hand dar. Ein Punkt darin, und wir haben die Gabel (叉). Zwei „Hände“, die sich in die gleiche Richtung bewegen, bedeuten Freundschaft (友). Bisweilen ist die Ur-Bedeutung Hand auch heute noch zu erkennen wie zum Beispiel in
- 取 (= aufnehmen) oder
- 受 (= erhalten).

Das gilt auch für 叔 (= Onkel), das ursprünglich aufsammeln bedeutete.

Das Zeichen ist ähnlich dem Katakanazeichen „nu“ ヌ, und dem Zhuyinzeichen [ɔʊ̯] ㄡ.
Bei den Kurzzeichen in der Volksrepublik China ist 又 in verkürzten Zeichen zu einer häufig vorkommenden Komponente geworden, die verschiedene als kompliziert erachtete Teile ersetzte wie zum Beispiel in 鄧 → 邓 (Deng, der Familienname Deng Xiaopings) oder 戲 → 戏 (= spielen, Theaterstück). 

## Vergleich
Einige Radikale sehen einander mehr oder weniger ähnlich:
| Radikal | 29     | 34     | 35     | 36     | 38     | 65     | 66            | 67     | 78            |
| Zeichen | 又     | 夂     | 夊     | 夕     | 女     | 支     | 攴 攵         | 文     | 歹 歺         |
| Unicode | U+53C8 | U+5902 | U+590A | U+5915 | U+5973 | U+652F | U+6534 U+6535 | U+6587 | U+6B79 U+6B7A |
| Striche | 又     | 夂     | 夊     | 夕     | 女     | 支     | 攴 · 攵       | 文     | 歹 · 歺       |

Auch in anderen Systemen gibt es ähnliche Zeichen:
| ähnlich | dem Radikal 29 | dem Radikal 29 | Radikal 36    | Radikal 38 |
| Zeichen | Katakana "nu"  | Zhuyin "ou"    | Katakana "ta" | Zhuyin "p" |
| Zeichen | ヌ             | ㄡ             | タ            | ㄆ         |
| Unicode | U+30CC         | U+3121         | U+30BF        | U+3106     |
| Striche | ヌ             | ㄡ             | タ            | ㄆ         |

## Schriftzeichenverbindungen, die vom Radikal 29 regiert werden
| Striche | Zeichen        |
| ------- | -------------- |
| +0      | 又             |
| +01     | 叉             |
| +02     | 及 友 双 反 収 |
| +03     | 叏 叐          |
| +04     | 发 叒          |
| +05     | 叓             |
| +06     | 叔 叕 取 受 变 |
| +07     | 叙 叚 叛 叜 叝 |
| +08     | 叞 叟          |
| +11     | 叠             |
| +14     | 叡             |
| +16     | 叢             |

 Im Unicodeblock Kangxi-Radikale ist das Radikal 29 unter der Codepointnummer 12.060 (U+2F1C) codiert.